# José Bové
Joseph Bové, dito José Bové (Talence, 11 de junho de 1953) é um sindicalista francês, militante do movimento antiglobalização e porta-voz da Via Campesina.
Bové foi preso em 2002 pela destruição de um restaurante McDonald's em Millau. Também foi preso em 2003 e em 2005 por ataques a plantações de organismos geneticamente modificados.
Foi candidato às eleições presidenciais francesas de 2007. Todas as sondagens lhe atribuíam menos de 1,5% dos votos.

## No Brasil
Durante visita ao Brasil por ocasião do Fórum Social Mundial de 2001, Bové participou, com integrantes do MST, da destruição de 2 hectares de soja geneticamente modificada numa fazenda do Rio Grande do Sul, de propriedade da multinacional americana Monsanto.
Em 2010, assinou documento em apoio à candidatura de Dilma Rousseff. O documento dizia que "por trás de José Serra, a direita brasileira vem mobilizando tudo o que há de pior em nossas sociedades".